# Hans Peter Sfiligoi

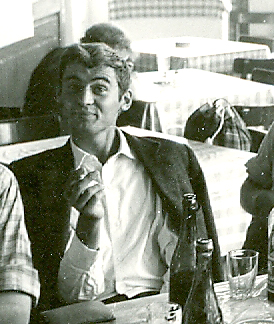
Hans Sfiligoi 1962

Hans Peter Sfiligoi (* 20. Oktober 1943 in Graz; † 28. November 2006 in Wien) war ein österreichischer Maler, Grafiker, Kostümbildner und Kunsttherapeut.

## Leben

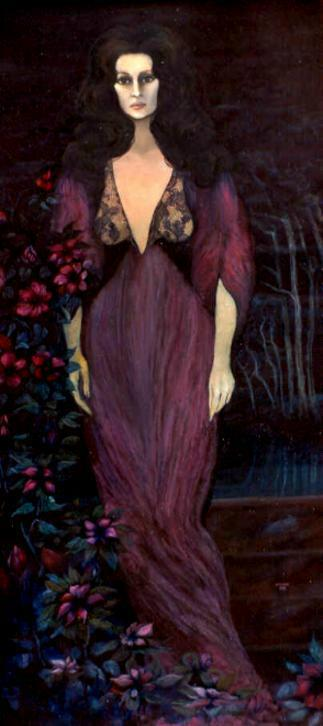

Inmitten des Zweiten Weltkrieges geboren, wuchs Sfiligoi in sehr ärmlichen Verhältnissen auf. Sein Vater war nach der sowjetischen Kriegsgefangenschaft im Dienst bei Waagner-Biro, die Mutter Schneiderin, so ermöglichten sie ihrem Sohn eine fundierte Bildung. Nach dem Besuch der Realschule (BRG Kepler) in Graz studierte Sfiligoi von 1962 bis 1969 an der Karl-Franzens-Universität Graz Philosophie und besuchte Geschichte-, Germanistik-, Slawistik- und Vergleichende-Sprachwissenschaften-Vorlesungen. Als Maler ist er Autodidakt. Seine erste Ausstellung war in der Galerie Moser in Graz 1969. Von 1974 bis 1987 lebte Sfiligoi in Salzburg, ab 1987 in Wien.
1989 machte er die Ausbildung zum Heilmasseur und arbeitete danach am Krankenhaus Lainz in Wien als Heilmasseur und Kunsttherapeut.
Ergänzend beschäftigte er sich mit der Chinesischen Tuina-Massage Therapie bei Alexander Chao-Lai Meng am Elisabeth-Spital in Wien.
Nebenberuflich war er als Illustrator, Bühnenbildner und Kostümbildner, z. B. für Ballettproduktionen in Graz, Wien und Salzburg tätig.

## Ausstellungen
- 1968: Graz Galerie Moser
- 1970: Galerie Brun, Schaffhausen
- 1971: Galerie beim Minoritensaal
- 1972: Basel, Galerie Katakombe
- 1972: Stein am Rhein, Galerie zum Rehbock, Gruppenausstellung von sieben Künstlern aus Graz
- 1973: Galerie Moser, Graz
- 1973: Mur-Galerie Leoben
- 1974: Roussillon, Frankreich
- 1975: Galerie in der Goldgasse, Salzburg
- 1975: Salle de Syndicate, Roussillon
- 1975: Galerie beim Alten Rathaus, Stein/Rhein, Schweiz
- 1976: Brüssel, im Rahmen der Österreichwochen
- 1977: Galerie Goldschmiede, Salzburg
- 1977: Galerie Dida, Graz
- 1977: Galerie L’Escalier, Brüssel
- 1977: Galerie Heino Heiden, Lübeck
- 1978: Galerie Dörner, Hagen, Deutschland
- 1979: Galerie Hochhuth, Hamburg
- 1980: Galerie Hochhuth, Hamburg
- 1981: Andritzer Begegnungszentrum, abc, Graz
- 1982: Die Galerie, Graz
- 1983: Galerie Rehbock, Stein/Rhein
- 1984: Schloss Mirabell, Salzburg
- 2012: Schloss Alt-Kainach

| Personendaten    | Personendaten                       |
| ---------------- | ----------------------------------- |
| NAME             | Sfiligoi, Hans Peter                |
| KURZBESCHREIBUNG | österreichischer Maler und Grafiker |
| GEBURTSDATUM     | 20. Oktober 1943                    |
| GEBURTSORT       | Graz                                |
| STERBEDATUM      | 28. November 2006                   |
| STERBEORT        | Wien                                |